# Nagroda Satelita dla najlepszego aktora w filmie dramatycznym
Laureaci Satelity w kategorii najlepszy aktor dramatyczny:

## Lata 90
1996: nagroda ex aequo:
- Geoffrey Rush – Blask jako David Helfgott
- James Woods – Dziennik mordercy jako Carl Panzram

nominacje:
- Christopher Eccleston – Więzy miłości jako Jude Fawley
- Ralph Fiennes – Angielski pacjent jako hrabia Laszlo de Almasy
- William H. Macy – Fargo jako Jerome Lundegaard
- Billy Bob Thornton – Blizny przeszłości jako Karl Childers

1997: Robert Duvall – Apostoł jako Euliss Sonny Dewey

nominacje:
- Russell Crowe – Tajemnice Los Angeles jako Bud White
- Matt Damon – Buntownik z wyboru jako Will Hunting
- Leonardo DiCaprio – Titanic jako Jack Dawson
- Djimon Hounsou – Amistad jako Cinque
- Mark Wahlberg – Boogie Nights jako Eddie Adams – Dirk Diggler

1998: Edward Norton – Więzień nienawiści jako Derek Vinyard

nominacje:
- Stephen Fry – Wilde. Historia pisarza jako Oscar Wilde
- Brendan Gleeson – Generał jako Martin Cahill
- Derek Jacobi – Love Is the Devil – Szkic do portretu Francisa Bacona jako Francis Bacon
- Ian McKellen – Bogowie i potwory jako James Whale
- Nick Nolte – Prywatne piekło jako Wade Whitehouse

1999: Terence Stamp – Angol jako Wilson

nominacje:
- Russell Crowe – Informator jako Jeffrey Wigand
- Richard Farnsworth – Prosta historia jako Alvin Straight
- Al Pacino – Informator jako Lowell Bergman
- Kevin Spacey – American Beauty jako Lester Burnham
- Denzel Washington – Huragan jako Rubin Carter

## 2000–2009
2000: Geoffrey Rush – Zatrute pióro jako Markiz de Sade

nominacje:
- Jamie Bell – Billy Elliot jako Billy Elliot
- Sean Connery – Szukając siebie jako William Forrester
- Russell Crowe – Gladiator jako Maximus
- Ed Harris – Pollock jako Jackson Pollock
- Denzel Washington – Tytani jako Herman Boone

2001: Brian Cox – L.I.E. jako John Harrigan

nominacje:
- Russell Crowe – Piękny umysł jako John Forbes Nash
- Guy Pearce – Memento jako Leonard Shelby
- Sean Penn – Jestem Sam jako Sam Dawson
- Billy Bob Thornton – Czekając na wyrok jako Hank Grotowski
- Denzel Washington – Dzień próby jako Alonzo Harris

2002: nagroda ex aequo
- Michael Caine – Spokojny Amerykanin jako Thomas Fowler
- Daniel Day-Lewis – Gangi Nowego Jorku jako William Rzeźnik Cutting

nominacje:
- Tom Hanks – Droga do zatracenia jako Michael Sullivan
- Jack Nicholson – Schmidt jako Warren Schmidt
- Edward Norton – 25. godzina jako Monty Brogan
- Robin Williams – Zdjęcie w godzinę jako Seymour Parrish

2003: Sean Penn – Rzeka tajemnic jako Jimmy Markum oraz 21 gramów jako Paul Rivers

nominacje:
- Hayden Christensen – Pierwsza strona jako Stephen Glass
- Paddy Considine – Nasza Ameryka jako Johnny
- Tom Cruise – Ostatni samuraj jako Nathan Algren
- Jude Law – Wzgórze nadziei jako Inman
- William H. Macy – Cooler jako Bernie Lootz

2004: Don Cheadle – Hotel Ruanda jako Paul Rusesabagina

nominacje:
- Kevin Bacon – Zły dotyk jako Walter
- Javier Bardem – W stronę morza jako Ramón Sampedro
- Gael García Bernal – Dzienniki motocyklowe jako Ernesto Guevara
- Johnny Depp – Marzyciel jako James Matthew Barrie
- Liam Neeson – Kinsey jako Alfred Kinsey
- Sean Penn – Zabić prezydenta jako Samuel J. Bicke

2005: Philip Seymour Hoffman – Capote jako Truman Capote

nominacje:
- Jake Gyllenhaal – Jarhead. Żołnierz piechoty morskiej jako Anthony Swofford
- Tommy Lee Jones – Trzy pogrzeby Melquiadesa Estrady jako Pete Perkins
- Heath Ledger – Tajemnica Brokeback Mountain jako Ennis Del Mar
- Viggo Mortensen – Historia przemocy jako Tom Stall
- David Strathairn – Good Night and Good Luck jako Edward R. Murrow

2006: Forest Whitaker – Ostatni król Szkocji jako Idi Amin

nominacje:
- Leonardo DiCaprio – Krwawy diament jako Danny Archer
- Ryan Gosling – Szkolny chwyt jako Dan Dunne
- Joshua Jackson – Zorza polarna jako Duncan Shorter
- Derek Luke – Rozpalić ogień jako Patrick Chamusso
- Patrick Wilson – Małe dzieci jako Brad Adamson

2007: Viggo Mortensen – Wschodnie obietnice jako Nikolaj

nominacje:
- Christian Bale – Operacja Świt jako Dieter Dengler
- Josh Brolin – To nie jest kraj dla starych ludzi jako Llewelyn Moss
- Tommy Lee Jones – W dolinie Elah jako Hank Deerfield
- Frank Langella – Starting Out in the Evening jako Leonard Schiller
- Denzel Washington – Amerykański gangster jako Frank Lucas

2008: Richard Jenkins – Spotkanie jako Walter Vale

nominacje:
- Leonardo DiCaprio – Droga do szczęścia jako Frank Wheeler
- Frank Langella – Frost/Nixon jako Richard Nixon
- Sean Penn – Obywatel Milk jako Harvey Milk
- Mickey Rourke – Zapaśnik jako Randy Robinson
- Mark Ruffalo – What Doesn't Kill You jako Brian Reilly

2009: Jeremy Renner − The Hurt Locker. W pułapce wojny jako sierżant sztabowy William James

nominacje:
- Jeff Bridges − Szalone serce jako Bad Blake
- Hugh Dancy − Adam jako Adam Raki
- Johnny Depp − Wrogowie publiczni jako John Dillinger
- Colin Firth − Samotny mężczyzna jako George
- Michael Sheen − Przeklęta liga jako Brian Clough

## 2010–2019
2010: Colin Firth – Jak zostać królem jako Jerzy VI Windsor

nominacje:
- Javier Bardem – Biutiful jako Uxbal
- Leonardo DiCaprio – Incepcja jako Dom Cobb
- Michael Douglas – Człowiek sukcesu jako Ben Kalmen
- Robert Duvall – Aż po grób jako Felix Bush
- Jesse Eisenberg – The Social Network jako Mark Zuckerberg
- James Franco – 127 godzin jako Aron Ralston
- Ryan Gosling – Blue Valentine jako Dean